# Hydrellia advenae
Hydrellia advenae är en tvåvingeart som beskrevs av Cresson 1934. Hydrellia advenae ingår i släktet Hydrellia och familjen vattenflugor.
Artens utbredningsområde är Maine. Inga underarter finns listade i Catalogue of Life.